# Isca
Isca (auch Scoglio d'Isca oder Galluzzo „Hähnchen“) ist eine kleine Insel im Golf von Salerno. Sie liegt rund hundert Meter vor der Amalfiküste, südlich der Halbinsel von Sorrent und gehört zum Territorium der Gemeinde Massa Lubrense in der kampanischen Metropolitanstadt Neapel. Die ovale Insel misst rund 270 mal 130 Meter. Die halbkreisförmige, dem Meer zugewandte Südküste erhebt sich als steiler Kalkfelsen auf knapp zehn Meter und weist einige Höhlenformationen auf, die absolut senkrechte nördliche Küste ist reicher gegliedert und weist eine Höhe von bis zu 25 Metern auf. Südöstlich sind der Insel einige Felsbrocken vorgelagert, diverse Höhlen und Grotten auf Meeresniveau sind groß genug, um sie besichtigen zu können. Hier befinden sich auch Reste eines alten Anlegers, wie in den Felsen gehauene Stufen belegen; der heutige Anlegeplatz befindet sich knapp vor der Nordostspitze. Auf der Insel wurden die Reste einer Villa mit Zisterne aus römischer Zeit nachgewiesen, in zwei der Grotten fand man Belege für ihre Nutzung als Nymphäum. 
1948 erwarb der italienische Theatermann Eduardo De Filippo die Insel und erbaute auf ihr seine Sommerresidenz. De Filippos letzte Ehefrau, Isabella Quarantotti De Filippo, veröffentlichte 2002 unter dem Titel In mezzo al mare un'isola c'è … die Erinnerungen an einen Sommeraufenthalt auf der Insel während der fünfziger Jahre.